# 癰

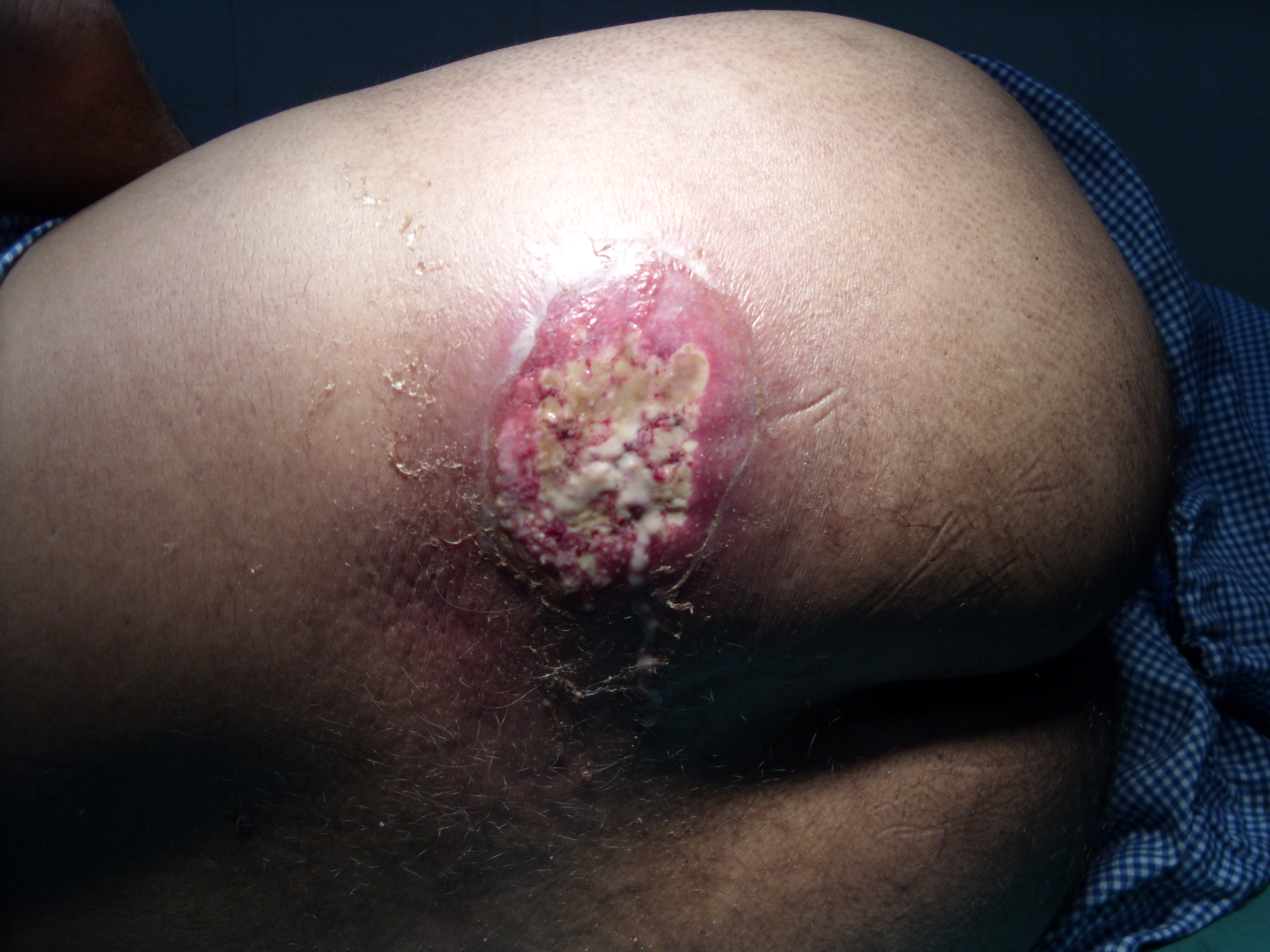
癰の患部

癰（よう、英語: carbuncle）とは、腫れ物で、細菌感染症の一種。数本の毛が束になって細菌が感染して生じる（それに対して、癤（せつ）は一本の毛のみの感染である）。皮膚は赤く腫れて、疼痛を伴う。黄色ブドウ球菌が原因であることが多い。糖尿病の人に好発する。治療は、抗生物質の内服が必要である。また、皮膚切開が必要なこともある。悪性のものと、悪性のない物がある。